# Cipetir (Cibeber)
Cipetir is een bestuurslaag in het regentschap Cianjur van de provincie West-Java, Indonesië. Cipetir telt 6545 inwoners (volkstelling 2010).